# شوالیه‌های امارات

تیم آکروجت شوالیه‌های امارات یا الفورسان، یک تیم آکروجت متعلق به نیروی هوایی و دفاع هوایی امارات متحده عربی است. این تیم در سال ۲۰۰۸ با هواپیمای جت آئروماکی ام بی-۳۳۹ ساخت ایتالیا شکل گرفت.  این تیم در مجموع هفت فروند هواپیما دارد که نماد ۷ امیرنشین کشور امارات متحده عربی است. هر هفت فروند هواپیمای تیم برای نمایشگاه های هوایی بین المللی استفاده می شود، آنها اولین نمایش خود را  به صورت محلی در نمایشگاه هوایی دبی آغاز کردند و در مسابقات فرمول یک جایزه بزرگ ابوظبی، نمایشگاه بین‌المللی IDEX و در کل ۷ امیرنشین پرواز کردند. اولین حضور این تیم در سطحی بین المللی روز دوم دسامبر در نمایشگاه LIMA لنکاوی کشور مالزی مصادف با جشن های روز ملی امارات متحده، اجرا کرده است و اجرای نمایش هوایی آینده آنها در نمایشگاه هوایی ریات (Royal International Air Tattoo) خواهد بود.
شوالیه‌های امارات در نمایشگاه بین المللی هوایی بحرین ۲۰۲۲ در پایگاه هوایی صخیر با ۵ هواپیما نمایش های خود را اجرا کرد. 

## مراجع
1. ↑  "UAE debuts new aerobatic team: Key.Aero, Airshows". Archived from the original on 2012-03-12. Retrieved 2011-11-11.